# Acyrthosiphon pentatrichopus
Acyrthosiphon pentatrichopus är en insektsart som beskrevs av Hille Ris Lambers 1974. Acyrthosiphon pentatrichopus ingår i släktet Acyrthosiphon och familjen långrörsbladlöss. Inga underarter finns listade i Catalogue of Life.